# KSV Simson Bremen
KSV Simson Bremen was een Duitse voetbalclub uit de stad Bremen.

## Geschiedenis
De club was in 1899 medeoprichter van de Bremer voetbalbond. In januari 1900 was Simson ook een van de stichtende clubs van de Duitse voetbalbond. De club ging in de nieuwe Bremer competitie spelen en werd in het eerste seizoen zevende op negen clubs. Het volgende seizoen trok de club zich nog voor de start terug uit de competitie en werd opgeheven.